# 唐介
唐介（1010年—1069年），字子方，荆州江陵人，北宋官員。五豸唐门人物之一。

## 生平
父唐拱曾官漳州兵马监押，死後兩袖清風，唐介雖年幼，卻謝絕各方援助。長大後歷官沅江县知县、岳州知州。宋仁宗時，任丘（今屬河北）縣令、德州通判，任殿中侍御史时，弹劾张尧佐、文彦博。被贬为春州（今广东春阳）别驾，次日改置英州（今广东英德县）。朝臣皆称：“真御史必曰唐子方。”
治平元年（1064年）起为御史中丞。熙宁元年（1068年）擔任参知政事，反對王安石變法，唐介以為“安石好學而泥古，議論迂闊”，多次与之争论，“不胜愤，疽发于背，薨。”。贈禮部尚書。葬于高尚镇的大宜山下。有子淑问、试问、义问、待问、嘉问、之问。
天圣八年(1030)唐介擢武陵尉，调平江县令。时县吏勒索一李姓富户，诬其杀人祭鬼，贪财的岳州太守下令捕其全家百余口下狱。唐介上任后查证重审翻案，太守等一干贪官均被定罪贬谪。
宋仁宗明道年间，唐介入朝任监察御史，后宫造龙凤车，装饰奇珍宝玉，唐介严谏，毁龙凤车。外戚张尧佐揽权，他与包拯再三力谏。仁宗推说百官任命，均出自宰相文彦博推举，他便弹劾文彦博，还慷慨陈词文彦博任成都知府期间，曾赠送“蜀锦”贿赂张贵妃。文彦博被罢，但也触怒仁宗，唐介贬官英州(广东英德)。他毫不胆怯：火烹水煮我都不怕，还怕贬官？
唐介为官40载，先后任过两湖、两广、晋、豫、冀、鲁、川、苏、浙、闽等12省地方官，与包拯、司马光一样同为宋神宗宰相参知政事。

## 後代
其十三世孫唐居俊於南宋末年率其家人由南雄珠磯巷遷至香山釜涌（即今珠海市唐家灣)，為現今唐家灣鎮唐氏之祖先，唐廷樞、唐紹儀、唐國安、唐雪卿及唐滌生等近代名人皆為其後裔。其後人現分佈於世界各地，包括澳門、香港、上海、美國等。

## 延伸阅读
[在维基数据编辑]
 《宋史·卷316》，出自脱脱《宋史》